# Harmonieorkest "Concordia", Treebeek
Het Harmonie Orkest "Concordia", Treebeek werd op 20 januari 1934 opgericht onder de naam Protestantse Harmonie "Concordia" Treebeek. Het is een van drie blaasorkesten in Treebeek, gemeente Brunssum.

## Geschiedenis
Naast de Christelijke Harmonie "de Bazuin", opgericht vanuit de baptistengemeente, Fanfare "Harpe Davids", opgericht vanuit de gereformeerde gemeente, Showband "Antonius", opgericht vanuit de rooms-katholieke parochie, werd de Protestantse Harmonie "Concordia" Treebeek opgericht door enkele muzikanten uit  Nederlands-hervormde kring. De initiator was Obe de Vries, maar in de oprichtingsbesprekingen werd J. Roelevink tot voorzitter, de heer Schoe tot eerste secretaris, en als eerste penningmeester H. Aalders gekozen.
Als eerste dirigent trok men de heer Nijholt aan. Het eerste optreden buiten Treebeek was op de St. Pietersberg te Maastricht tijdens de protestantse dag. In 1938 verliet Nijholt de harmonie; zijn opvolger werd Piet Stalmeier. Al op het volgende concours te Thorn won Concordia een eerste prijs in de derde afdeling. Na de Tweede Wereldoorlog werd de heer Dieteren uit Schinveld dirigent.
In 1970 werd de naam van de vereniging in Harmonie Orkest "Concordia", Treebeek veranderd. Onder de leiding van dirigent Harry Savelkoul steeg het muzikale niveau. In 1974 nam de harmonie onder leiding van Harry Savelkoul voor het eerst deel aan het Wereld Muziek Concours (WMC) in Kerkrade. In 1977 ging men per trein op concertreis naar Ostrava in het toenmalige Tsjecho-Slowakije. Onder leiding van de dirigent Jan Cober speelde men op het Festival Ostrava '77. In hetzelfde jaar werd het orkest voor de tweede keer landskampioen van de Algemene Nederlandse Unie van Muziekgezelschappen (ANUM) in Leiden. In 1978 werd weer deelgenomen aan het Wereld Muziek Concours (WMC) te Kerkrade. Met Cap Kennedy van Serge Lancen als verplicht werk en Dionysiaques van Florent Schmitt als keuzewerk werd men "vice wereldkampioen" in de eerste divisie.
In 1981 ging men opnieuw naar Ostrava en naar het Wereld Muziek Concours in Kerkrade.
In 1993 was het orkest opnieuw in Kerkrade op het WMC.
In 1998 reisde Concordia naar Praag en won daar een eerste prijs op een concours.
In 2012 deed men mee aan het Flicorno concertconcours in Italië en ze behaalde daar de eerste prijs.

## Dirigenten
- 1934-1938: Nijholt
- 1938-1945: Piet Stalmeier
- 1946-????: Dieteren
- ????-????: Van der Pitte
- ????-1959: Albert Niemeyer
- 1959-197?: Harry Savelkoul
- 1977-1983: Jan Cober
- 1983-1985: Dominique Schreurs
- 1985-1990: Hardy Mertens
- 1990-1993: Jan Cober
- 1993-1993: Harold Bertrand
- 1993-1994: Jouke Hoekstra
- 1994-1998: Pieter J.P.M. Jansen
- 1998-1998: Stefan Autjers|Stefan Outjers
- 1998-1999: Leon Wolfs
- 1999-2004: Loek Paulissen
- 2004-2005: Leon Wolfs
- 2005-2007: Steven Walker
- 2007-2008: Leon Wolfs
- 2008-2016: Björn Bus
- 2016-2020: Armand Wolfs
- 2020-2022: Bert Steinmann
- 2022- heden: Armand Wolfs

## Concertreizen
| Jaar | Land                | Locatie                                                                     |
| ---- | ------------------- | --------------------------------------------------------------------------- |
| 1977 | Tsjechië            | Festival Ostrava '77, Ostrava                                               |
| 1981 | Tsjechië            | Festival Ostrava '81, Ostrava                                               |
| 1982 | Spanje              | Certamen Internacional de Bandas de Musica Ciudad de Valencia '82, Valencia |
| 1987 | Verenigd Koninkrijk | Concertreis naar Bishop's Stortford                                         |
| 1998 | Tsjechië            | Internationaal Festival voor harmonieorkesten, Praag                        |
| 2012 | Italië              | International concours flicorno d'oro Riva del Garda                        |